# Arabian
Arabian (アラビアン?) è un videogioco a piattaforme arcade sviluppato da Sunsoft e pubblicato in Occidente da Atari nel 1983. Una conversione per Nintendo Famicom uscì nel 1985 con il titolo cambiato in Super Arabian (スーパーアラビアン?, Sūpā Arabian). Una versione per Atari 5200 era in sviluppo, ma fu annullata.
Un gioco simile intitolato Tales of the Arabian Nights uscì per diversi home computer, ma non è una conversione ufficiale e ha molte differenze.
La versione Famicom venne poi distribuita per PlayStation il 4 ottobre 2001 come parte di Memorial Series SunSoft Vol. 1, in coppia con Ikki.

## Modalità di gioco
Il giocatore prende il controllo di un avventuroso principe arabo, in viaggio per salvare una principessa intrappolata all'interno del suo castello. Durante la sua missione, il principe navigherà per mari, striscerà per grotte, e volerà su tappeti magici per raggiungere il sorvegliato castello. Per completare ogni livello si devono raccogliere delle giare, ciascuna contrassegnata da una lettera, in modo da comporre la scritta ARABIAN (o altre parole nella versione Famicom). Il principe può camminare in orizzontale, saltare, arrampicarsi, abbassarsi e strisciare nei passaggi stretti, attaccare i nemici con calci.